# Unità Comuniste Combattenti
Le Unità Comuniste Combattenti (UCC) sono state un gruppo armato di estrema sinistra formatosi nel 1976 tra Lazio, Toscana e Lombardia dopo una scissione delle Formazioni Comuniste Armate ed il confluire di numerosi studenti reduci da esperienze nella sinistra extraparlamentare. I suoi membri erano principalmente studenti, professionisti ed impiegati ed i suoi leader vengono riconosciuti in Paolo Bonano, Stefano Neri e Romano Bandoli.

## Idee e azioni
L'organizzazione si distingue per l'azione contro le piccole e medie imprese (considerate colpevoli anche del fenomeno del lavoro nero), contro quelli che vengono considerati mezzi di oppressione del capitale sul lavoro, come ad esempio i computer, e per una particolare attenzione alle problematiche industriali meridionali. In relazione al primo obiettivo le azioni più importanti sono il ferimento del direttore generale del Poligrafico dello Stato, l'irruzione nella sede fiorentina dell'Associazione delle Piccole e Medie Industrie ed il sequestro del commerciante Gabriele Ambrosio. Nell'ottica del secondo obiettivo vanno segnalate le irruzioni al centro di calcolo dell'Università "La Sapienza" di Roma, nella sede dell'Intersind a Palermo, negli uffici della Tecnotessille di Prato e del centro di calcolo Datamont della Montedison di Milano.
Dai suoi attentati non sono mai scaturite vittime e nessuno dei suoi militanti vi ha perso la vita.
Nel 1977 il gruppo si frantuma perdendo in pratica la sua capacità d'azione; alcuni membri confluiranno in Prima Linea anche se l'organizzazione sarà formalmente attiva sino al 1979.
Le Unità Comuniste Combattenti hanno operato in Calabria, Campania, Lazio, Lombardia, Piemonte, Toscana e Sicilia e per la loro attività sono state inquisite 102 persone.